# La Grande-Fosse
La Grande-Fosse település Franciaországban, Vosges megyében. Lakosainak száma 130 fő (2022. január 1.). La Grande-Fosse La Petite-Fosse, Provenchères-et-Colroy, Saales, Ban-de-Sapt, Châtas és Grandrupt községekkel határos.

## Népesség
A település népességének változása:
| Lakosok száma | 111  | 117  | 123  | 129  | 132  | 135  | 137  | 133  | 130  |
|               | 2013 | 2015 | 2016 | 2017 | 2018 | 2019 | 2020 | 2021 | 2022 |